# دونالد كناب
دونالد كناب هو سياسي أمريكي، ولد في 20 مارس 1932 في مونتايسلو في الولايات المتحدة. نشط حزبياً في Iowa Democratic Party ‏. وقد انتخب عضو مجلس نواب ولاية آيوا ‏.